# 雑菌
雑菌（ざっきん、Germ）とは、日常生活や生物学研究、産業としての発酵（醸造/発酵食品生産の場）などの場において、人間の意図に反して増殖した微生物（特に有害な細菌や菌類）の総称である。これらは通常、環境に普遍的に存在する微生物に由来するため、これらの環境微生物のことを指す一般的な名称として用いられる場合もあり、この場合はウイルス（ビールス、ヴァイラス）や細菌、菌類全般を意味する黴菌（ばいきん）とほぼ同義に用いられる。

## 概要
雑菌というのは、特定の微生物を話の対象にしたときに、それ以外の菌類、細菌類、あるいはそれに類する微生物を総称して言う呼称である。特に、対象の微生物を扱う場合に邪魔になるものを指して言うことが多い。したがって、何を扱うかによってその対象は異なる。ある細菌を扱う細菌学者にとっては、それ以外の細菌と菌類はすべて雑菌であるし、発酵を扱う業者にとっては、発酵の過程で余計な反応を起こすような微生物がそれに当たる。病理学者にとっては、目指す病気の病原体を探すときに、その周りにいるそれ以外の細菌が雑菌である。一般の人にとっては、事実はともかく、微生物などいてほしくないと感じられれば、あらゆる微生物を雑菌と呼ぶかも知れない。この場合、黴菌という言葉の方が通りがよい。
雑菌という呼称は、生物学上の正確な分類には拠らず、様々な生物種を含む大雑把な区分であるが、対象となる環境によって、所定の生物種が含まれる割合が高くなる一方、海底の熱水鉱床や動物の腸内といったような特殊だったり通常は固有の菌類のみが存在するような環境にある菌はこのようには呼ばれない。
なおこの「雑」であるが、雑草の「雑」と同じで、雑菌という菌は存在しないため非常に曖昧な観念といえる。

### 雑菌の起こす問題とその回避
微生物を扱う場合、特に培養という手順を必要とする場合が多い（発酵産業における発酵の過程もある意味では微生物の培養である）。つまり、対象とする微生物が繁殖している状態が必要なのである。このとき、同時に余計な微生物も繁殖することは、管理されていない条件下ではごく当たり前に起きる。そして、微生物は個々を見分けて扱うことが難しく、余計な微生物の繁殖は、目的とする操作にとって、ほとんどの場合に著しい邪魔になる。したがって、雑菌に対する対処は、微生物を扱う場合の、根本的な問題になる。
細菌や菌類、酵母などを培養することによる研究は、ロベルト・コッホやルイ・パスツールの時代に遡る。パスツールによって細菌は自然発生するのではなく、環境に細菌や菌類の胞子が普遍的に存在している事が証明され、今日ではそれら普遍的な細菌の活動を抑えたり、または取り除く事で細菌による害を阻止する事が可能になっている。
人間の生活には微生物の存在が知られるずっと以前の紀元前より、酒や発酵食品・更には藍染めといった染料の生産などにおいて、人為的に特定の酵母などによって有機物を加工する発酵産業が存在した。古い時代のこれら製造業において、環境中に存在する予定外の微生物の繁殖は極めて具合が悪い。このため、目的の微生物による活動を行わせる事は、同産業の至上目的であり、他方環境中にある「雑多諸々の細菌や菌類」＝雑菌の繁殖を予防する技術が研究された。
一方、環境に普遍的に存在する細菌や菌類が、実験や研究・産業・医療や健康の各分野で害さないようにするため、微生物学や衛生観念・衛生学といった物が発展した。その過程においても「雑多諸々の菌類・細菌」として、雑菌という呼称が普及したと思われる。

## 生物研究と雑菌
微生物や生物組織を培養して研究する実験の過程で、研究対象以外の微生物＝雑菌が紛れ込むことは、その実験が失敗する致命的な原因の一つである。このため研究者は、使用する器具や試薬を滅菌したり無菌操作を行うなど、雑菌が混入しないよう細心の注意を払う。詳しくはコンタミネーション（通称コンタミ）の項を参照。
実験の過程に雑菌として出現する微生物の種類はある程度の範囲に絞られる。これらに共通する特徴としては、人家周辺に多く出現すること、多くの胞子を形成すること、空中を漂って侵入すること（＝空中落下菌、空中浮遊菌）、成長速度が早いこと、あまり特殊な栄養要求性を持たない（好き嫌いが少ない）ことなどが挙げられ、菌類、細菌の中で、これらの条件に合致するものがしばしば雑菌混入の原因になる。
菌類の場合、よく出現するものにアオカビ、コウジカビ、クラドスポリウムなどがある。いずれも、人家の食べ物などにも出現する機会が多い、雑草的な菌類である。また、特にアオカビは、ごく小さなコロニーでも胞子形成を始めるので、除去が困難である。他に、クモノスカビとアカパンカビは、出現頻度は低いものの、侵入すると一晩でシャーレを覆いつくす成長速度を持ち、恐れられる。
細菌では、しばしば枯草菌や放線菌などの空中落下菌がコンタミの原因になる。特に枯草菌に代表されるバシラス属の細菌は、耐久性の高い芽胞を作り出すため、無菌操作が不適切であると出現しやすい。緑膿菌などの水中雑菌、ヒトの表皮に付着しているブドウ球菌などの常在細菌もまた、滅菌や無菌操作が不適切なときには器具や手指を介した汚染の原因になりやすい。また動物細胞を培養する実験では、マイコプラズマの混入が問題になることも多い。マイコプラズマは極めて小さい不定形の細菌であるため濾過滅菌によって除くことが出来ず、また有効な抗生物質が限られることから、対処して除染することは難しい。

## 発酵産業と雑菌
発酵産業において、雑菌の混入は非常に頭の痛い問題である。酒類の醸造では、酵母よりも繁殖力旺盛な雑菌はいくらでもあり、またこれらはせっかく生産されたアルコール分を分解する酢酸菌や乳酸菌などといった望まれない菌が混入してしまうと、酒は腐ったり、そのまま酢になってしまう。
ワイン製造でも、アルコールの分解で酸っぱくなってしまう事は、古くから問題とされていた。一度仕込んだワインを加熱してしまうと、酵母まで殺してしまいかねない。煮沸するなどして腐る事を予防する事は出来ないため、醸造関係者は細心の注意を払っていたが、それでも雑菌混入により醸造に失敗する事があった。特に原料となる葡萄表面に、何らかの雑菌が付着していた場合には、所定の畑から作られたワインが全滅する事すらあったという。1850 - 1860年代にはフランスで、仕込んだワインが大量に腐る事件が発生、醸造関係者は失業の危機に見舞われた。この時ルイ・パスツールが低温殺菌法を発明し、事態が収拾した。
日本で米を利用して生産される日本酒では、熱く蒸した米を利用し、また経験的に火入れと呼ばれる低温殺菌法を利用するため、原料からの雑菌混入の心配は無いとされるが、納豆菌の混入が致命的な問題となる。納豆菌が酵母よりも旺盛な繁殖力で、蒸した米を養分にしてしまうためである。特に納豆菌だけは、他の菌と違い、熱湯消毒ができない(芽胞を形成するため)。このため杜氏は日本酒を仕込む期間の間、納豆を一切口にしない。なお米が豊作の年には、米の質の関係から、醸造に失敗しやすい事もある。これは豊作の年の米が比較的硬いため、酵母が充分繁殖するのに時間がかかり、その間に雑菌が繁殖してしまうのだという。大正4年（1915年）には、この現象（後に「大正の大腐造」とも呼ばれたという）により日本各地で醸造に失敗、酒造業全体に深刻なダメージを被ったとされている。
※なお低温殺菌法は現在、様々な飲料に利用されている。フランスワイン大腐造事件を契機に低温殺菌法が生まれて後世の食生活を豊かなものにした一方で、皮肉にもはるか昔より優れた低温殺菌法である「火入れ」技法を持っていた日本において昭和23年（1948年）に再発した大腐造は、第二次大戦後の食糧不足も相まって質の悪いアルコール添加酒や三倍醸造酒の普及の契機となり、熱心な日本酒愛好家を嘆かせている。

## 社会と「雑菌」
近年、日本ではやや神経質な程に、これら雑菌を恐れる傾向が見られる。特に1990年以降では強迫神経症（または恐怖症）によって、従来から見られた潔癖症とは全く異なる、不潔である事に恐怖心すら抱く人が増える傾向にある。これらの人々では、電車のつり革に触れなかったり、公共の装置（自動販売機など）のボタンが操作できなかったりといった傾向も見られ、重度の人に在っては、外出もままならなくなる程に恐怖心を抱く人もある。
元々人間には、人間社会において存在する諸々の細菌や菌類に対して、免疫によって一定の抵抗力があるが、極端に雑菌を恐れる人は、日常生活においても支障を来たすケースも見られる。他方、文具メーカーや日用品メーカーは、殺菌・抗菌グッズを多数販売し、これら社会不安を煽る傾向すら見られる。広告などにおいて、細菌の顕微鏡写真をテレビの画面いっぱいに映し出した上で自社製品の殺菌力を謳う物も見られる。これらの広告に嫌悪感を抱く人も少なからずあり、1990年代後半から日本国内の抗菌グッズ市場は300億円市場にまで成長している。
その一端にはO-157に代表される病原性大腸菌による集団食中毒事件等の食品汚染再発防止もあるが、一般市民の中には、抗菌グッズが無ければ（根拠に欠ける）強い不安を覚える人もあり、同種市場の拡大を、社会病理と見なす人もある。
これらの抗菌グッズでは、銀やその他の物質を合成樹脂に混ぜて用いることにより、製品表面で細菌や菌類が繁殖できないようにしているが、それとて一定の環境下で利用している場合に、その機能が保たれているため、その利用方法が正しくない場合には、期待される機能が発揮されない場合も見られる。また製品によってこの機能が充分でない・または消費者が過信した場合に、より好ましくない事態が発生するケースも見られ、国民生活センター等では注意を呼び掛けている。
なお、衛生的過ぎる環境下では、感染症にかかる機会やさまざまな雑菌と接触する機会が減っていると見られ、それにより成長期において正常な免疫を獲得できないケースもあると考えられている。花粉症をはじめとしたアレルギー疾患は機能異常を起こした免疫が、本来はさほど危険ではない物質に対して過剰に反応する疾患であるが、それらが近年になって著しく増加した要因に、この衛生的過ぎる環境が影響していると考える説（衛生仮説）もある。

## 黴菌をモチーフとしたキャラクター
- ばいきんまん - 『アンパンマン』のキャラクター
- バイキンくん（Baikin-kun） - ソニー・クリエイティブプロダクツのキャラクター。1981年に作られ、1998年にはリバイバルでキャラクターグッズが発売された。